# Lord Peter et l'Inconnu
Lord Peter et l’Inconnu  — Whose Body? dans l'édition originale britannique — est un roman policier publié par Dorothy L. Sayers en 1923. C'est le 1er roman de la série mettant en scène Lord Peter Wimsey, l'aristocrate détective amateur.

## Résumé
Alerté par sa mère, Lord Peter apprend qu’un cadavre nu a été découvert dans la baignoire de Mr Thipps et que c'est sur ce dernier, un architecte discret et un ami de la famille Wimsey, que pèsent les soupçons de la police.  Pour tromper son ennui et secouer un peu son oisiveté, Lord Peter entreprend avec l’aide de son fidèle valet Bunter et de l’inspecteur Charles Parker de percer à jour le mystère de ce cadavre et de contrer les conclusions trop rapides de l’inspecteur Sugg chargé de l’enquête officielle.

## Personnages
- Lord Peter Wimsey : détective amateur et aristocrate raffiné.
- Mervyn Bunter : valet de Lord Peter.
- Honoria Lucasta, duchesse de Denver  : mère de Lord Peter.
- Mr Thipps : architecte et suspect numéro un
- Sir Julian Freke : neurologue.
- L’inspecteur Charles Parker : détective et ami de Lord Peter Wimsey.
- L’inspecteur Sugg : responsable chargé de l’enquête officielle,
- Sir Reuben Levy : riche financier.
- Lady Levy : son épouse.
- Rachel Levy : sa fille.
- Freddy Arbuthnot : financier, ami de Lord Peter, amoureux de Rachel

## Particularités du roman
Comme la plupart des romans policiers de Dorothy L. Sayers, il ne s’agit pas ici d’un whodunit classique.  L’auteur fait connaître assez vite l’identité du coupable. L’énigme réside donc dans les moyens déployés par l’assassin pour exécuter son crime et les raisons qui l’ont poussé à le commettre. 
Effrayé par le ton désinvolte et iconoclaste du roman, le premier éditeur exigea de l’auteur quelques modifications.  Par exemple, l’appartenance du cadavre à la communauté juive était corroborée par son prépuce non circoncis. L’éditeur imposa d’orienter les recherches vers un ouvrier manuel en raison de ses mains calleuses et de sa musculature. 

## Éditions
Édition originale en anglais
- (en) Dorothy L. Sayers, Whose Body?, Londres, T. Fisher Unwin, 1928

Éditions françaises
- (fr) Dorothy L. Sayers (auteur) et Louise Servicen (traducteur), Lord Peter et l’Inconnu [«  Whose Body?  »], Paris, Librairie des Champs-Élysées, coll. « Le Masque no 282 », 1939, 244 p. (BNF 31307340)
- (fr) Dorothy L. Sayers (auteur) et Louise Servicen (traducteur), Lord Peter et l’Inconnu [«  Whose Body? »], Paris, Le Livre de poche, coll. « Le Livre de poche policier no 978 », 1963, 251 p. (BNF 33167002)
- (fr) Dorothy L. Sayers (auteur) et Sylvie Barjansky (traducteur) (trad. de l'anglais), Lord Peter et l’Inconnu [«  Whose Body? »], « in » Dorothy Sayers, vol. 1 - Lord Peter (1923-1928), Paris, Librairie des Champs-Élysées, coll. « Les Intégrales du Masque. », 1995, 975 p. (ISBN 2-7024-2282-9, BNF 35797747) Ce volume omnibus propose une édition de la première traduction intégrale des romans suivants : Lord Peter et l'Inconnu, Trop de témoins pour Lord Peter, Arrêt du cœur, Lord Peter et le Bellona Club
- (fr) Dorothy L. Sayers (auteur) et Sylvie Barjansky (traducteur) (trad. de l'anglais), Lord Peter et l’Inconnu [«  Whose Body?  »], Paris, Librairie des Champs-Élysées, coll. « Le Masque no 282 », 1999, 252 p. (ISBN 2-7024-2962-9, BNF 37088937)
- (fr) Dorothy L. Sayers (auteur) et Sylvie Barjansky (traducteur) (trad. de l'anglais), Lord Peter et l’Inconnu [«  Whose Body?  »], Paris, Librairie des Champs-Élysées, coll. « Masque poche no 21 », 2013cette édition offre la traduction de 1995 sous une forme entièrement révisée., 308 p. (ISBN 978-2-7024-3931-9, BNF 43583501)